# 菊川郵便局
菊川郵便局（きくがわゆうびんきょく）
- 静岡県菊川市にある郵便局。本記事にて記述する。
- 山口県下関市にある郵便局。局番号は55029。

菊川簡易郵便局（きくかわかんいゆうびんきょく）
- 愛媛県南宇和郡愛南町にある簡易郵便局。局番号は61731。

菊川郵便局（きくがわゆうびんきょく）は静岡県菊川市にある郵便局。民営化前の分類では集配普通郵便局であった。

## 概要
住所：〒439-8799 静岡県菊川市半済1774-1
民営化直前の集配業務再編において、多くの集配普通郵便局は統括センターとなったが、当局は配達センターとされたため、民営化後も郵便事業株式会社の支店は併設されず、集配センターが併設された。

## 沿革
- 1874年（明治7年） - 奈良野（ならの）郵便取扱所として開設[1]。
- 1875年（明治8年）1月1日 - 奈良野郵便局（五等）となる。
- 1885年（明治18年）10月1日 - 貯金取扱を開始。
- 1890年（明治23年）4月1日 - 堀之内（ほりのうち）郵便局に改称。同年10月16日から為替取扱を開始。
- 1898年（明治31年）2月11日 - 堀之内郵便電信局となる。
- 1903年（明治36年）4月1日 - 通信官署官制の施行に伴い堀之内郵便局となる。
- 1955年（昭和30年）2月15日 - 菊川（きくかわ）郵便局に改称[2]。
- 1963年（昭和38年）1月21日 - 特定郵便局から普通郵便局に局種別改定。
- 1963年（昭和38年）7月1日 - 小笠郡菊川町堀之内から、同町大字判済に局舎を新築、移転。同日、電話交換、和文電報配達、国内欧文電報受付・配達、国際電報受付・配達の各事務を、掛川電報電話局菊川分室に移管。
- 1970年（昭和45年）12月1日 - 内田簡易郵便局の廃止に伴い、取扱事務を承継。
- 1996年（平成8年）9月2日 - 局名の読みを「きくかわ」から「きくがわ」に変更。
- 1999年（平成11年） - 外国通貨の両替および旅行小切手の売買に関する業務取扱を開始。
- 2007年（平成19年）10月1日 - 民営化に伴い、併設された郵便事業掛川支店菊川集配センターに一部業務を移管。
- 2012年（平成24年）10月1日 - 日本郵便株式会社発足に伴い、郵便事業掛川支店菊川集配センターを菊川郵便局に統合。
- 2019年（平成31年）2月4日 - 小笠郵便局（菊川市下平川）から集配業務を移管。

## 取扱内容
- 郵便、印紙、ゆうパック、内容証明
- 貯金、為替、振替、振込、国際送金、国債、投資信託
- 生命保険、バイク自賠責保険、自動車保険
- ゆうちょ銀行ATM
- 「439-00xx」「437-15xx」区域（菊川市）の集配業務

## 周辺
- 菊川市役所
- 菊川市立図書館菊川文庫
- 常葉大学附属菊川中学校・高等学校
- 菊川市立菊川西中学校
- 菊川

## アクセス
- JR東海道本線 菊川駅から南へ約900m（徒歩約11分）
- しずてつバス 五丁目停留所もしくは五丁目上停留所下車
- 東名高速道路 菊川ICから北へ約1km
- 駐車場あり：17台